# رتو زیگلر
رتو زیگلر (انگلیسی: Reto Ziegler؛ زادهٔ ۱۶ ژانویهٔ ۱۹۸۶) یک بازیکن فوتبال اهل سوئیس است.
وی همچنین در تیم ملی فوتبال سوئیس بازی کرده‌است.